# 蓝颊啄花鸟
蓝颊啄花鸟（学名：Dicaeum maugei），是啄花鸟科啄花鸟属的一种，分布于东帝汶和印度尼西亚。该物种的保护状况被评为无危。
蓝颊啄花鸟的栖息地包括亚热带或热带的湿润低地林、亚热带或热带的旱林、种植园、亚热带或热带严重退化的前森林、乡村花园和亚热带或热带的湿润山地林。